# Istämi

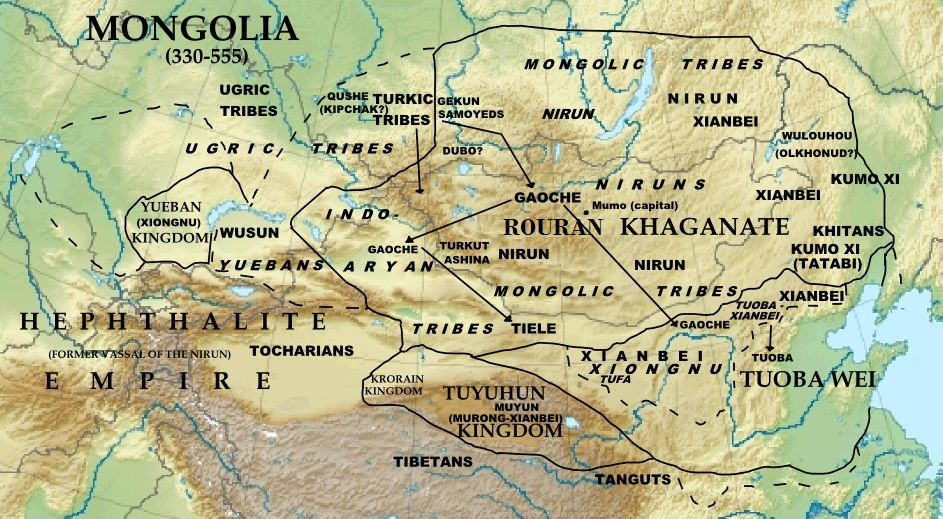
Centraal-Azië rond 550

Istämi of  Dizabul of Sizabulos was de jongere broer van khan Bumin, stichter van het Rijk der Göktürken. Hij kreeg de titel van yabghu, onderkoning voor het westelijke deel en dit van 552 tot aan zijn dood in 576. Hij werd opgevolgd door zijn zoon Tardu, die van het westelijke deel een onafhankelijke staat maakte. Postuum zal hij ook de titel van khan verwerven.

## Beleid
De bedoeling van de Göktürken was om de zijderoute onder controle te krijgen. Daarvoor moesten ze afrekenen met de Rouran in het oosten en de Hephthalieten in het westen. Istämi sloot een akkoord met de Sassanidische koning Khusro I en versloeg de Hephthalieten in de slag bij Buchara ca.560. Nadien verzuurde de relatie tussen de Sassaniden en de Göktürken over de verdeling van het Hephthalietenrijk en de controle over de zijderoute. De rivier de Oxus werd de grens.
De Byzantijnse  keizer Justinus II stuurde in 569 een ambassade naar het hof van Istämi de onder leiding van Zemarchus. De Byzantijnse geschiedschrijver Menander Protektor schreef een relatief gedetailleerd rapport over de reis van Zemarchus. Dit was het begin van een regelmatige uitwisseling van ambassadeurs tussen de Westerse Turken en het Oost-Romeinse Rijk, die meer en meer een alliantie werd tegen de Perzen.